# Gembaran
Gembaran is een bestuurslaag in het regentschap Indragiri Hilir van de provincie Riau, Indonesië. Gembaran telt 4822 inwoners (volkstelling 2010).